# Campionato Italiano Supermoto 2011
Nel 2011 viene confermato il regolamento e le classi dell'anno precedente, con l'unica novità della doppia mescola del monogomma Goldentyre.

## Gare del 2011
|   | Nome   | Località                 | Data        |
| 1 | Italia | Ottobiano                | 27 marzo    |
| 2 | Italia | Latina                   | 17 aprile   |
| 3 | Italia | Viterbo                  | 15 maggio   |
| 4 | Italia | Busca                    | 19 giugno   |
| 5 | Italia | Pomposa                  | 17 luglio   |
| 6 | Italia | Castelletto di Branduzzo | 4 settembre |

### Principali piloti iscritti alla S1 nel 2011
|     | Pilota                  | Team                        | Moto              |
| --- | ----------------------- | --------------------------- | ----------------- |
| 4   | Thomas Chareyre         | TM Racing Factory           | SMX 450 Factory   |
| 5   | Adrien Chareyre         | Aprilia Fast Wheels         | MXV-S 450 Factory |
| 9   | Christian Ravaglia      | Suzuki Lux Performance      | RM-Z 450          |
| 10  | Alexis Marie Luce       | KTM 747 Motorsport          | SX-F 450          |
| 14  | Paolo Gaspardone        | Honda Gazza IFG Racing      | CRF 450           |
| 20  | Edgardo Borella         | Suzuki Lux Performance      | RM-Z 450          |
| 21  | Teo Monticelli          | Honda Freccia Monticelli    | CRF 450           |
| 30  | Ivan Lazzarini          | Honda HM Racing             | CRM 450RR         |
| 32  | Elia Sammartin          | Suzuki Pergetti Supermotard | RM-Z 450          |
| 38  | Fabio Balducci          | KTM Italia Miglio Racing    | SX-F 450          |
| 51  | Andrea Occhini          | Suzuki Rigo Racing          | RM-Z 450          |
| 53  | Mattia Martella         | KTM Motoracing              | SX-F 450          |
| 69  | Davide Gozzini          | KTM 747 Motorsport          | SX-F 450          |
| 96  | Aleš Hlad               | Aprilia Petronas Nastedo    | MXV-S 450         |
| 99  | Luca D'Addato           | Honda Red Foxes Racing      | CRF 450           |
| 101 | Thierry Van Den Bosch   | Aprilia Racing PMR H2O      | MXV-S 450 Factory |
| 110 | Fabrizio Bartolini      | Yamaha V2R Magic Bike       | YZ-F 450          |
| 113 | Max Verderosa           | Honda HM Racing             | CRM 450RR         |
| 121 | Massimo Beltrami        | Honda TDS Nuova Faor        | CRF 450           |
| 146 | Sami Salstola           | Honda SHR Supermoto         | CRF 450           |
| 200 | Giovanni Bussei         | Honda SBD Union Bike        | CRF 450           |
| 251 | Matthew Winstanley      | Honda SHR Supermoto         | CRF 450           |
| 666 | Malachi Mitchell-Thomas | Honda SHR Supermoto         | CRF 450           |

## S1

### Classifica Internazionali d'Italia S1 (Top 12)
| Pos | Pilota             | Moto/Team                   | ITA 1a | ITA 1b | ITA 2a | ITA 2b | ITA 3a | ITA 3b | ITA 4a | ITA 4b | ITA 5a | ITA 5b | ITA 6a | ITA 6b | Punti |
| --- | ------------------ | --------------------------- | ------ | ------ | ------ | ------ | ------ | ------ | ------ | ------ | ------ | ------ | ------ | ------ | ----- |
| 1   | Thomas Chareyre    | TM Racing Factory           | 1      | 1      | 2      | 1      | 7      | 1      | 1      | 6      | 1      | 1      | 1      | 1      | 276   |
| 2   | Ivan Lazzarini     | Honda HM Racing             | 6      | 4      | 3      | 4      | 12     | 3      | 2      | 1      | 3      | 8      | 4      | 3      | 218   |
| 3   | Adrien Chareyre    | Aprilia Fast Wheels         | 2      | 9      | 5      | 3      | 1      | 2      | rit.   | 4      | 2      | 2      | 3      | 16     | 204   |
| 4   | Massimo Beltrami   | Honda TDS Nuova Faor        | 4      | 2      | rit.   | 6      | 19     | 7      | 6      | 5      | 7      | 5      | 5      | 4      | 166   |
| 5   | Uros Nastran       | Honda TDS Nuova Faor        |        |        | 9      | 8      | 17     | 8      | 7      | 3      | 4      | 4      | 2      | 2      | 156   |
| 6   | Christian Ravaglia | Suzuki Lux Performance      | 3      | 3      | 4      | 5      | 18     | rit.   | 20     | 14     | 8      | 6      | 6      | 17     | 132   |
| 7   | Matthew Winstanley | Honda SHR Supermoto         | 8      | 10     | 10     | 13     | 2      | 4      | 18     | 7      | 17     | 12     | 13     | 10     | 132   |
| 8   | Teo Monticelli     | Honda Freccia Monticelli    | 10     | 5      | 19     | 7      | 11     | 9      | 11     | 13     | 9      | 13     | 8      | 8      | 129   |
| 9   | Fabrizio Bartolini | Yamaha V2R Magic Bike       | 11     | 14     | 11     | 15     | 5      | 10     | 10     | 9      | 10     | 11     | 12     | 6      | 128   |
| 10  | Elia Sammartin     | Suzuki Pergetti Supermotard | 5      | 12     | 18     | 12     | 16     | 18     | 5      | 11     | 5      | 10     | 10     | 5      | 125   |
| 11  | Fabio Balducci     | KTM Italia Miglio Racing    | 17     | 15     | 8      | 9      | 21     | 6      | 9      | 21     | 6      | 3      | 9      | 7      | 123   |
| 12  | Andrea Occhini     | Suzuki Rigo Racing          | 16     | 17     | 13     | 11     | 4      | 14     | 12     | 18     | rit.   | 7      | 7      | 18     | 95    |
| Pos | Pilota             | Moto                        | ITA 1a | ITA 1b | ITA 2a | ITA 2b | ITA 3a | ITA 3b | ITA 4a | ITA 4b | ITA 5a | ITA 5b | ITA 6a | ITA 6b | Punti |

### Classifica Italiano S1 (Top 8)
| Pos | Pilota             | Moto/Team                   | ITA 1a | ITA 1b | ITA 2a | ITA 2b | ITA 3a | ITA 3b | ITA 4a | ITA 4b | ITA 5a | ITA 5b | ITA 6a | ITA 6b | Punti |
| --- | ------------------ | --------------------------- | ------ | ------ | ------ | ------ | ------ | ------ | ------ | ------ | ------ | ------ | ------ | ------ | ----- |
| 1   | Ivan Lazzarini     | Honda HM Racing             | 6      | 4      | 3      | 4      | 12     | 3      | 2      | 1      | 3      | 8      | 4      | 3      | 218   |
| 2   | Massimo Beltrami   | Honda TDS Nuova Faor        | 4      | 2      | rit.   | 6      | 19     | 7      | 6      | 5      | 7      | 5      | 5      | 4      | 166   |
| 3   | Christian Ravaglia | Suzuki Lux Performance      | 3      | 3      | 4      | 5      | 18     | rit.   | 20     | 14     | 8      | 6      | 6      | 17     | 132   |
| 4   | Teo Monticelli     | Honda Freccia Monticelli    | 10     | 5      | 19     | 7      | 11     | 9      | 11     | 13     | 9      | 13     | 8      | 8      | 129   |
| 5   | Fabrizio Bartolini | Yamaha V2R Magic Bike       | 11     | 14     | 11     | 15     | 5      | 10     | 10     | 9      | 10     | 11     | 12     | 6      | 128   |
| 6   | Elia Sammartin     | Suzuki Pergetti Supermotard | 5      | 12     | 18     | 12     | 16     | 18     | 5      | 11     | 5      | 10     | 10     | 5      | 125   |
| 7   | Fabio Balducci     | KTM Italia Miglio Racing    | 17     | 15     | 8      | 9      | 21     | 6      | 9      | 21     | 6      | 3      | 9      | 7      | 123   |
| 8   | Andrea Occhini     | Suzuki Rigo Racing          | 16     | 17     | 13     | 11     | 4      | 14     | 12     | 18     | rit.   | 7      | 7      | 18     | 95    |
| Pos | Pilota             | Moto                        | ITA 1a | ITA 1b | ITA 2a | ITA 2b | ITA 3a | ITA 3b | ITA 4a | ITA 4b | ITA 5a | ITA 5b | ITA 6a | ITA 6b | Punti |